# Fribourg-Gottéron
Fribourg-Gottéron – szwajcarski klub hokeja na lodzie z siedzibą we Fryburgu.

## Sukcesy
- Srebrny medal mistrzostw Szwajcarii: 1983, 1992, 1993, 1994, 2013
- Brązowy medal mistrzostw Szwajcarii: 1981, 1984
- Złoty medal Nationalliga B: 1980
- Srebrny medal Nationalliga B: 1955, 1961
- Brązowy medal Nationalliga B: 1972
- Puchar Spenglera: 2024[2]

## Zawodnicy
W latach 1960–1972 hokeistą klubu był prezydent IIHF, René Fasel. W klubie występował także w latach 1990–1998 Wiaczesław Bykow, rosyjski hokeista i trener. Numer 90, z którym występował, został zastrzeżony. W klubie występowali również Mark Streit, Andriej Baszkirow, Pavel Rosa. Wychowankiem i zawodnikiem drużyny jest syn Wiaczesława Bykowa, Andrei Bykov.